# Біллель Бенсаха
Біллель Бенсаха (араб. بلال بن ساحة; нар. 18 лютого 1994, Зералда, Алжир) — алжирський футболіст, лівий вінґер туніського клубу «Есперанс».

## Клубна кар'єра
Вихованець клубу ЖСМ Беджая, кольори якого захищав до 2018 року. У 2018 році приєднався до ДРБ Тадженанет, у футболці якого дебютував 14 серпня 2018 року в програному (1:3) виїзному поєдинку 1-о туру Ліги 1 проти «УСМ Алжир». Білель вийшов на поле в стартовому складі, а на 76-й хвилині його замінив Карім Арібі. Дебютним голом за команду з Тадженанету відзначився 11 вересня 2018 року на 25-й хвилині (реалізував пенальті) переможного (3:1) домашнього поєдинку 5-о туру Ліги 1 проти «Бордж Бу Арреріджа». Бенхаса вийшов на поле в стартовому складі та відіграв увесь матч. У сезоні 2018/19 років зіграв 28 матчів та відзначився 7-а голами в алжирській лізі 1.
Наприкінці червня 2019 року підписав контракт з туніським клубом «Есперанс». Дебютував у туніській Лізі 1 24 серпня 2019 року в переможному (1:0) виїзному поєдинку 1-о туру проти «Татуїна». Біллель вийшов на поле в стартовому складі, а на 80-й хвилині його замінив Феді бен Чуг.

## Кар'єра в збірній
Викликався до олімпійської збірної Алжиру.